# Aguanqueterique
Aguanqueterique è un comune dell'Honduras facente parte del dipartimento di La Paz.
Il comune venne istituito nel 1791.